# Tony Gilroy
Tony Gilroy (* 11. září 1956) je americký scenárista a režisér. Je spoluautorem scénářů k prvním čtyřem filmům ze série o Jasonu Bourneovi. Čtvrtý film ze série (Bourneův odkaz) rovněž režíroval. Dále se podílel například na scénářích k filmům Michael Clayton (2007; rovněž režie), Na odstřel (2009; rovněž režie) a Velká čínská zeď (2016). Napsal také seriál ze světa Star Wars Andor (2022-2025), který ocenili jak diváci, tak kritika. Jeho mladšími bratry jsou režisér a scenárista Dan Gilroy a filmový stříhač John Gilroy. Jejich otcem je dramatik Frank D. Gilroy.